# Erromenus variolae
Erromenus variolae là một loài tò vò trong họ Ichneumonidae.